# BCX4430
Le BCX4430 (immuciline A) est un analogue de nucléosides, en l'occurrence d'adénosine, faisant l'objet de recherches comme médicament antiviral expérimental initialement dirigé contre le virus de l'hépatite C mais développé par la suite contre les filovirus les plus dangereux tels que le virus Ebola et le virus Marburg,. Il possède par ailleurs une activité antivirale à large spectre contre un ensemble d'autres familles de virus à ARN, comme les bunyavirus, les arénavirus, les paramyxovirus, les coronavirus et les flavivirus.
On a pu montrer que le BCX4430 protège contre la maladie à virus Ebola et celle à virus Marburg chez les rongeurs et les singes lorsqu'il est administré jusqu'à 48 h après l'exposition au virus, et son développement pour une utilisation chez l'homme a été accéléré afin de combler l'absence de traitements disponibles pour lutter contre l'épidémie de maladie à virus Ebola en Afrique de l'Ouest.